# Geografia Monako

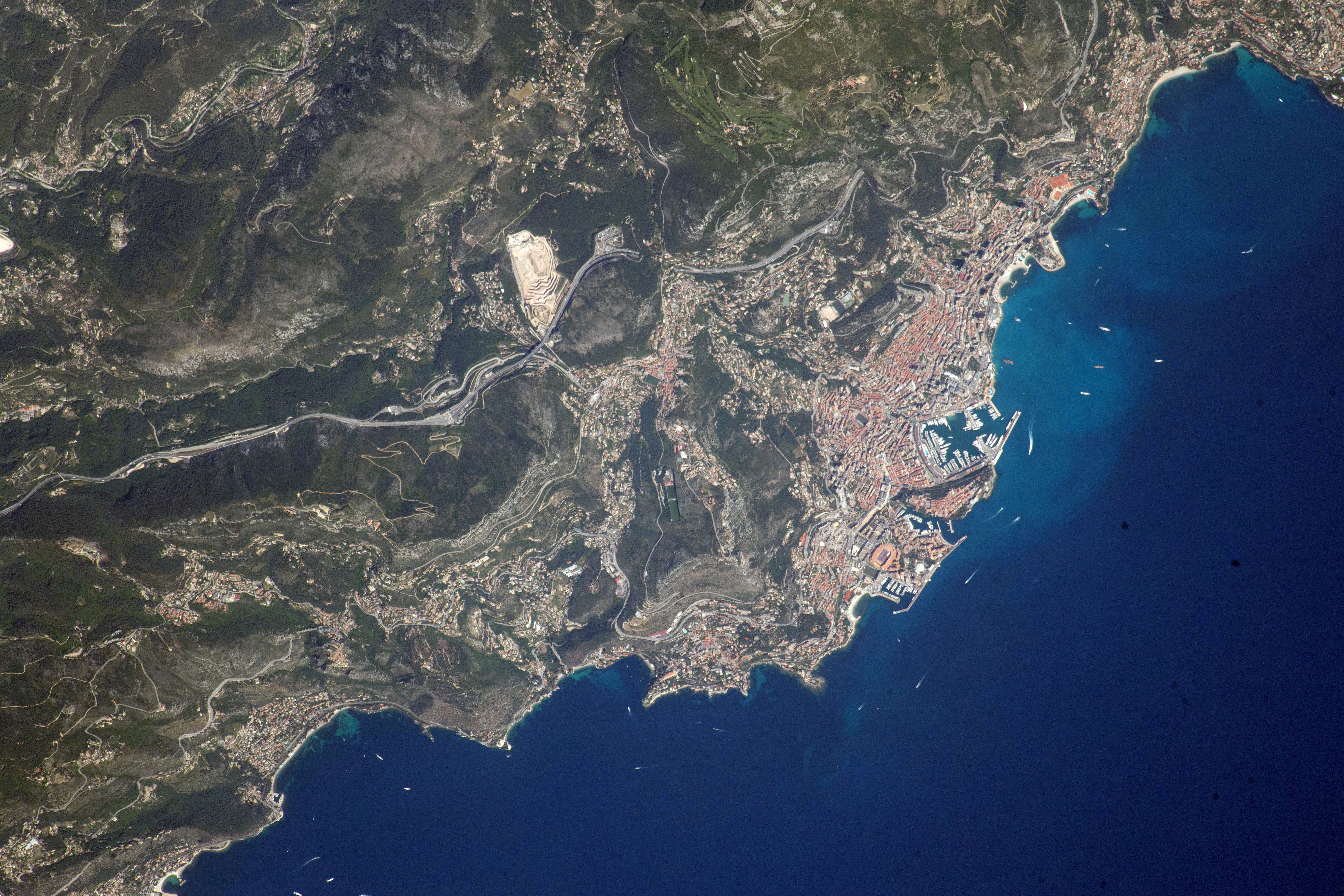
Zdjęcie satelitarne

Monako – miasto-państwo położone w południowej części Europy, nad Morzem Śródziemnym, na Lazurowym Wybrzeżu. Znajduje się 18 km na wschód od francuskiej Nicei.

## Powierzchnia, punkty skrajne i granice

### Powierzchnia
Całkowita powierzchnia państwa wynosi 2,08 km² i stale powiększa się. Na przykład dzielnica Fontvieille została zbudowana na terenie odebranym morzu w latach 70.

### Punkty skrajne
- północny – avenue Varavilla (43°45′07″N 07°26′13″E)
- południowy – Fontvielle park (43°43′29″N 07°25′05″E)
- zachodni – Boulevard du Jardin Exotique (43°43′48″N 07°24′33″E)
- wschodni – Monte-Carlo Sporting Club d'Été (43°44′50″N 07°26′23″E)

### Granice
Monako graniczy jedynie z Francją, długość tej granicy wynosi 5,469 m. Położone jest nad brzegiem Morza Śródziemnego, długość jego wybrzeża wynosi 4,1 km.

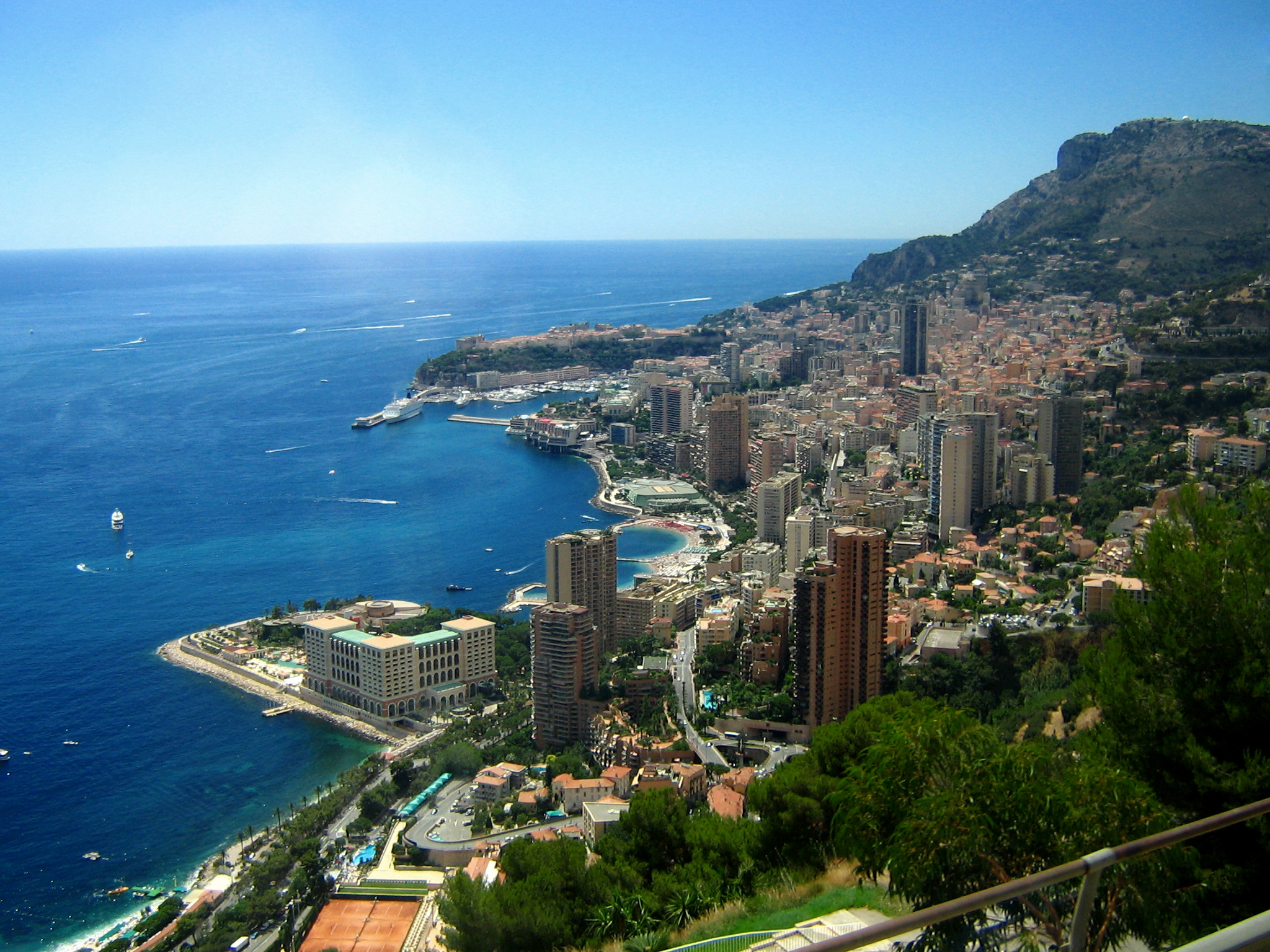
Widok na Monako od strony północnej

## Budowa geologiczna i rzeźba
Monako geologicznie jest nadbrzeżnym przedłużeniem Alp, a dokładnie Alp Nadmorskich, które jako obszar górski ciągną się wzdłuż wybrzeży Morza Śródziemnego. Zajmuje skalisty obszar Lazurowego Wybrzeża. Najwyższy punkt kraju ma jedynie 163 m n.p.m., ale obszar leżący na północ, poza granicami księstwa jest wyżej położony i szybko przechodzi w obszar górski Alp. Powierzchnia Monako jest pagórkowata. Skaliste wybrzeże kraju jest zbudowane z twardych i odpornych skał, zaś plażowy odcinek zajmuje niewielką część linii brzegowej we wschodniej części księstwa. Brzeg morski jest w znacznym stopniu przekształcony przez człowieka.

## Klimat
Monako, jak i całe Lazurowe Wybrzeże, leży w strefie klimatu podzwrotnikowego o łagodnej śródziemnomorskiej odmianie. Zimy w księstwie są wilgotne i łagodne, zaś lata suche i ciepłe. Średnia temperatura zimą wynosi 8 °C, zaś latem od 23 do 26 °C. W zasadzie nie występują ekstrema termiczne w związku z wpływem wód Morza Śródziemnego i bliską obecnością gór, blokującą dostęp dla chłodnych mas powietrza z północy. Średnia suma opadów atmosferycznych wynosi od 600 do maksymalnie 800 mm, występują one głównie jesienią i zimą. Latem są niewielkie, a klimat kształtowany jest w głównej mierze przez masy powietrza zwrotnikowego.

## Przyroda
Monako stanowi przykład państwa, którego całe terytorium pokrywa infrastruktura miejska. Naturalną florę stanowiła roślinność twardolistna, obecnie zajmuje ona tylko niewielkie skrawki terenu. Powszechnie występującym drzewostanem są posadzone przez człowieka palmowate. Do zwierząt lądowych dziko żyjących w Monako należą sarna europejska, lis rudy i łasica pospolita.